# 博布罗夫区
博布罗夫区（俄语：Бобровский район）是俄罗斯联邦沃罗涅日州下辖的一个区，其行政中心为博布罗夫。据2016年统计，该区的人口为50442人。